# Etelburga de Wessex
La Reina Etelburga, (també Æthelburh o Ethelburga) (ca. 673-740) va ser reina de Wessex per matrimoni amb el Rei Ine de Wessex. Es va fer famosa per la seva actuació l'any 722, quan va destruir la fortalesa de Taunton (que havia estat construïda per Ine) en un intent de trobar el rebel Ealdbert.
Etelburga va néixer circa 673 i és considerada per alguns historiadors com una de les poques dones anglosaxones guerreres. L'any 722, Etelburga va reduir a cendres la ciutat de Taunton, una ciutat construïda per Ine, per evitar que fos destruïda per els seus enemics. L'any 726 el Rei Ine de Wessex va abdicar del tron i van anar a viure junts a Roma.
Etelburga de Wessex és de vegades confosa amb Etelburga de Kent, la muller d'Edwin de Northumbria, qui va fundar el monestir de Lyminge a Kent. Etelburga és una de les figures presents a la instal·lació de Judy Chicago, The Dinner Party, sent representada com un dels 999 noms a l'Heritage Floor.
A The Dinner Party el personatge d'Etelburga és de fet una combinació de Etelburga de Wessex i Etelburga de Kent.